# Carlos Afú
Carlos Agustín Afú Decerga (Las Tablas, Los Santos, 25 de mayo de 1949) es un político panameño que sirvió como diputado en la Asamblea Nacional.

## Biografía
Afú nació en Las Tablas, Los Santos, en 1969 obtuvo el bachiller de comercio en el Colegio San Agustín. Originalmente miembro del Partido Revolucionario Democrático (PRD), fue expulsado por el partido en 2002 después de votar para aprobar el nombramiento por parte de la presidenta Mireya Moscoso del exministro del Interior Winston Spadafora para la Corte Suprema. Afu fue acusado por su partido de haber aceptado un soborno del gobierno de Moscoso, mientras que él a su vez acusó al partido de aceptar sobornos en masa del consorcio San Lorenzo, un contratista de construcción.En febrero de 2004, Moscoso apareció en la inauguración de un proyecto de obra pública, donde fue fotografiada bailando con Afu. Los funcionarios electorales pidieron una investigación sobre su aparición, afirmando que mostraba un apoyo inadecuado a la campaña de reelección de Afu; Moscoso calificó su acusación como "un abuso de poder".Fue diputado del circuito 7-1 de la Asamblea Nacional de Panamá desde 1994 hasta el 2019. el 5 de mayo de 2024 en las Elecciones generales de Panamá de 2024 fue electo como diputado nuevamente del circuito 7-1.